# Крестовник крымский
Крестовник крымский ("Senecio tauricus" Konechn.) — вид растений рода Крестовник ("Senecio") семейства сложноцветных (Compositae или астровых (Asteraceae).

## Общая биоморфологическая характеристика
Жизненная форма — гемикриптофит. Многолетнее травянистое растение. Стебли восходящие 10-40 см высотой. Листья рассечённые, коротко паутинисто опущенные. Цветки лимонно-желтого цвета, собраны в крупных, 3-4 см диаметром корзинках, которые в количестве 4-15 формируют щитоподобное соцветие. Цветет в июне-июле, плодоносит в июле-августе. Размножается семенами.

## Распространение
Эндемичное крымское растение. Ареал охватывает главную гряду Крымских гор (Никитская и Бабуган яйлы).

## Экология
Растет поодиночке в группировках горного лучностепного союза Carici humilis Androsacion (кл. Festuco-Brometea) и на каменистых склонах яйлы. Мезофит.

## Численность
Вид описан в 1985 г., но данные о численности его популяции отсутствуют. Причины уменьшения численности неизвестны.

## Природоохранный статус, охранные мероприятия
Внесен в «Красную книгу Украины», природоохранный статус — Редкий. Охраняется в Крымском природном заповеднике. Запрещён сбор растений.

## История
Вид был описан русским ботаником Галиной Конечной в 1985 году в журнале «Новости систематики высших растений».